# Lithacodes
Lithacodes is een geslacht van vlinders van de familie slakrupsvlinders (Limacodidae).

## Soorten
- L. fasciola (Herrich-Schäffer, 1854)
- L. fiskeana (Dyar, 1900)
- L. gracea Dyar, 1921
- L. graefii Packard, 1887